# لوكاس فابيانسكي
لوكاس ميريك فابيانسكي (بالبولندية: Łukasz Marek Fabiański) المعروف بلوكاس فابيانسكي أو ووكاش فابيانسكي، (مواليد 18 أبريل 1985 في كوسترزن ناد أودرا، بولندا)، هو لاعب كرة قدم بولندي، يلعب مع نادي وست هام يونايتد في الدوري الإنجليزي الممتاز في مركز حراسة المرمى.

## روابط خارجية
- لوكاس فابيانسكي على موقع الاتحاد الدولي (مؤرشف)  (الإنجليزية)
- لوكاس فابيانسكي على موقع الاتحاد الأوربي (الإنجليزية)
- لوكاس فابيانسكي على موقع قاعدة بيانات كرة القدم.إي يو (الإنجليزية)
- لوكاس فابيانسكي على موقع ناشيونال فوتبول تيمز (الإنجليزية)
- لوكاس فابيانسكي على موقع Soccerbase.com (لاعب) (الإنجليزية)
- لوكاس فابيانسكي على موقع Soccerway.com (الإنجليزية)
- لوكاس فابيانسكي على موقع عالم كرة القدم.نت (الإنجليزية)
- لوكاس فابيانسكي على موقع كووورة
- لوكاس فابيانسكي على موقع AS.com (الإسبانية)